# Lista de filmes portugueses de 2020
Lista de filmes portugueses de longa-metragem lançados comercialmente em Portugal em 2020, nas salas de cinemas.
Nota: Na coluna coprodução, passando o cursor sobre a bandeira aparecerá o nome do país correspondente.
| #  | Filme                                              | Realização                     | Género                | Estreia         | Coprodução                  | Class |
| -- | -------------------------------------------------- | ------------------------------ | --------------------- | --------------- | --------------------------- | ----- |
| 1  | Alis Ubbo                                          | Paulo Abreu                    | Documentário          | 27 de fevereiro | —                           | M/12  |
| 2  | Alva                                               | Ico Costa                      | Drama                 | 16 de janeiro   | França · Argentina          | M/12  |
| 3  | Amor Fati                                          | Cláudia Varejão                | Documentário          | 12 de novembro  | —                           | M/12  |
| 4  | Um Animal Amarelo                                  | Felipe Bragança                | Drama                 | 15 de outubro   | Brasil                      | M/14  |
| 5  | O Ano da Morte de Ricardo Reis                     | João Botelho                   | Drama                 | 1 de outubro    | —                           | M/14  |
| 6  | A Cidade Onde Envelheço                            | Marília Rocha                  | Drama                 | 29 de outubro   | Brasil                      | M/12  |
| 7  | Os Conselhos da Noite                              | José Oliveira                  | Drama                 | 17 de setembro  | —                           | M/14  |
| 8  | Donzela Guerreira                                  | Marta Pessoa                   | Drama                 | 5 de novembro   | —                           | M/12  |
| 9  | Faz-me Companhia                                   | Gonçalo Almeida                | Mistério              | 2 de julho      | —                           | M/14  |
| 10 | O Filme do Bruno Aleixo                            | João Moreira Pedro Santo       | Comédia               | 23 de janeiro   | —                           | M/14  |
| 11 | O Fim do Mundo                                     | Basil da Cunha                 | Drama                 | 17 de setembro  | Suíça                       | M/16  |
| 12 | Golpe de Sol                                       | Vicente Alves do Ó             | Drama                 | 13 de agosto    | —                           | M/16  |
| 13 | A Impossibilidade de Estar Só                      | Sérgio Graciano                | Drama                 | 6 de agosto     | —                           | M/12  |
| 14 | Inner Ghosts                                       | Paulo Leite                    | Terror                | 12 de março     | Brasil                      | M/16  |
| 15 | Liberté                                            | Albert Serra                   | Drama, histórico      | 12 de março     | Alemanha · França · Espanha | M/18  |
| 16 | Listen                                             | Ana Rocha                      | Drama                 | 22 de outubro   | Reino Unido                 | M/14  |
| 17 | Mosquito                                           | João Nuno Pinto                | Drama, guerra         | 5 de março      | França · Argentina          | M/14  |
| 18 | O Nosso Cônsul em Havana                           | Francisco Manso                | Drama, biografia      | 19 de novembro  | —                           | M/12  |
| 19 | Ordem Moral                                        | Mário Barroso                  | Drama                 | 10 de setembro  | —                           | M/14  |
| 20 | Para Além da Memória                               | Miguel Babo                    | Drama                 | 13 de fevereiro | —                           | M/14  |
| 21 | Patrick                                            | Gonçalo Waddington             | Drama                 | 23 de julho     | —                           | M/14  |
| 22 | Sério Fernandes - O Mestre da Escola do Porto      | Rui Garrido                    | Documentário          | 10 de dezembro  | —                           | M/12  |
| 23 | Sol Posto - Um Filme Concerto dos Capitão Fausto   | Ricardo Oliveira               | Documentário, musical | 20 de novembro  | —                           | M/6   |
| 24 | Sonhámos Um País                                   | Isabel Noronha Camilo de Sousa | Documentário          | 25 de junho     | —                           | M/12  |
| 25 | Surdina                                            | Rodrigo Areias                 | Comédia               | 9 de julho      | —                           | M/14  |
| 26 | Tales from the Rabbit Hole: A Curious Kitsch Novel | Tiago Durão                    | Drama, comédia        | 20 de agosto    | Estados Unidos              | M/14  |
| 27 | Viveiro                                            | Pedro Filipe Marques           | Documentário          | 20 de fevereiro | —                           | M/12  |
| 28 | Zé Pedro Rock'n'Roll                               | Diogo Varela Silva             | Documentário          | 30 de julho     | —                           | M/12  |